# 1,3-ジフェニルトリアゼン
1,3-ジフェニルトリアゼン(1.3-Diphenyltriazene)は、化学式PhN=N-N(H)Ph (Ph = C6H5)の有機化合物である。原型的なトリアゼンであり、つまりRN=N-NR2の官能基を持つ化合物である。淡黄色の固体であり、フェニルジアゾニウム塩とアニリンの反応で合成される。平面分子である。N-N距離は、1.287 A及び1.337 Aである。